# Walther Müller (Schiff)
Die Walther Müller war ein Seenotrettungsboot (SRB) der 9-m-Klasse der Deutschen Gesellschaft zur Rettung Schiffbrüchiger (DGzRS).
Die Walther Müller, DGzRS-intern als KRST 23 bezeichnet, wurde 1977 von der Schweers-Werft in Bardenfleth unter der Baunummer 6433 gebaut. Am 30. Juli 1977 wurde das Boot gemeinsam mit zwei Schwesterbooten in Bardenfleth auf den Namen eines Förderers der DGzRS getauft.

## Technische Ausstattung
Das Seenotrettungsboot war mit Funkanlagen, Echolot, Radar, GPS, DGPS, Fremdlenzpumpe und einer Bergungspforte ausgestattet.

## Stationierungen
Von 1977 bis August 1996 war das Boot auf der DGzRS-Station Eiderdamm stationiert. Im August 1996 nahm das Boot den Dienst auf der Station in Freest auf. Der Dienst dort endete am 29. November 1999 mit der Verlegung nach Breege.
Die Walther Müller wurde dort im August 2006 durch die Dornbusch abgelöst und konnte nach nahezu 30 Jahren im Dienst dem Freiluft-Hafenmuseum Dornumersiel/Westeraccumersiel zugeführt werden. Dort ist es unter dem Namen Eppe de Bloom ausgestellt.

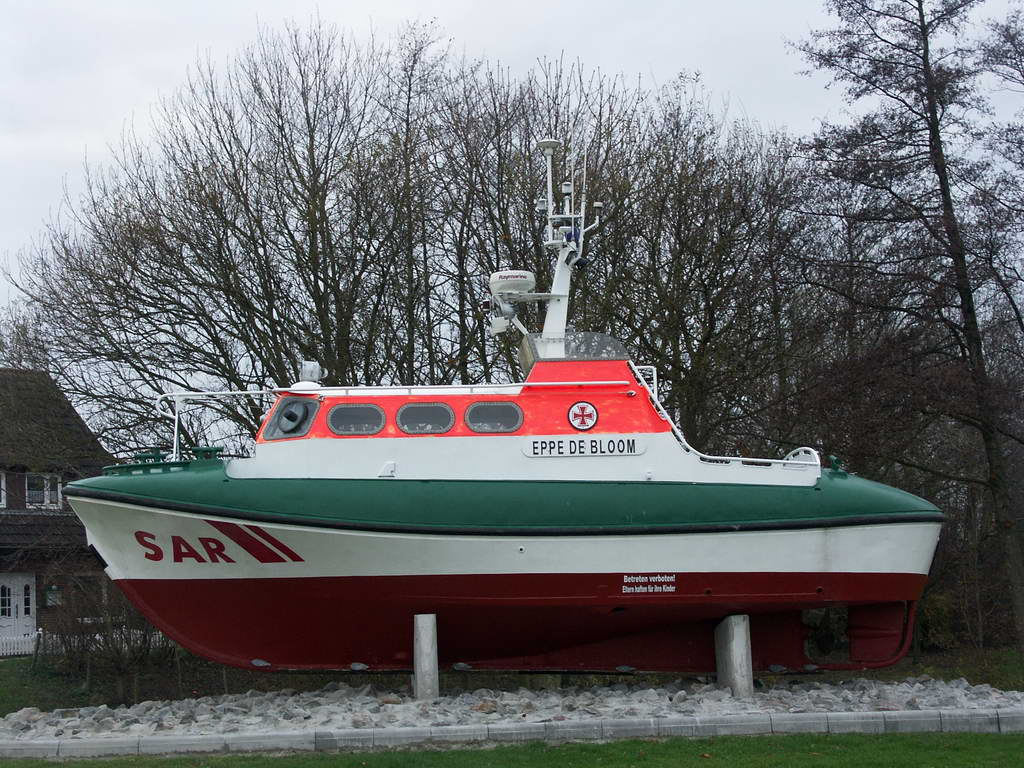
2007 im Museum Dornumersiel
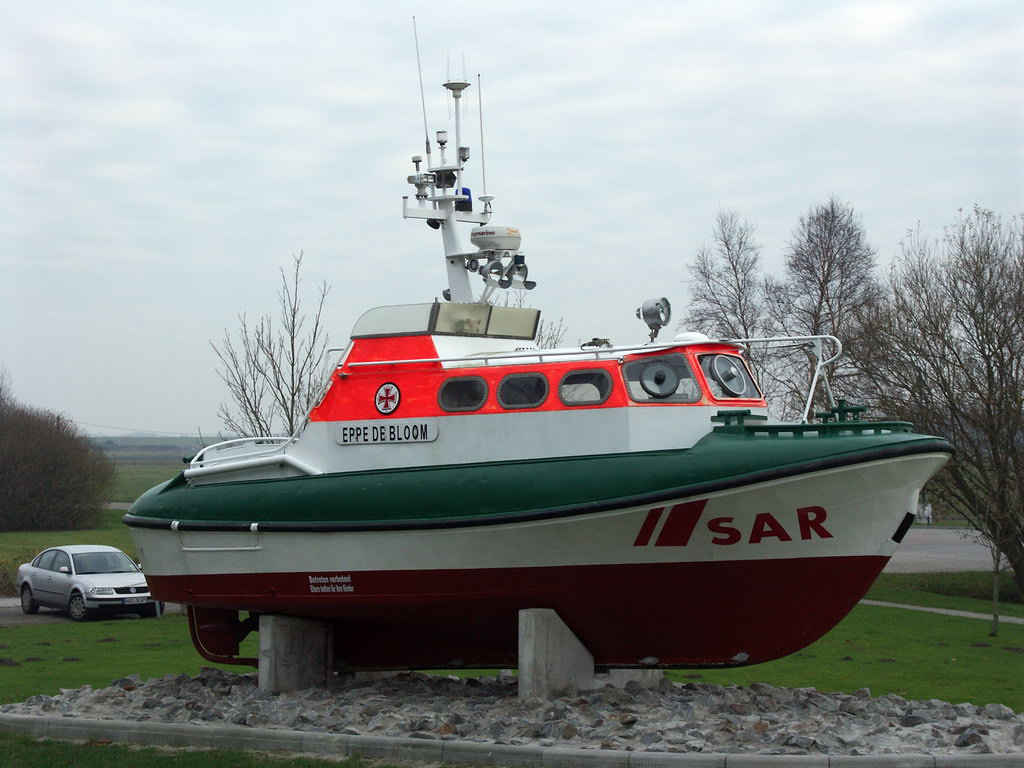
2007 im Museum Dornumersiel